# Luigi Tarantino

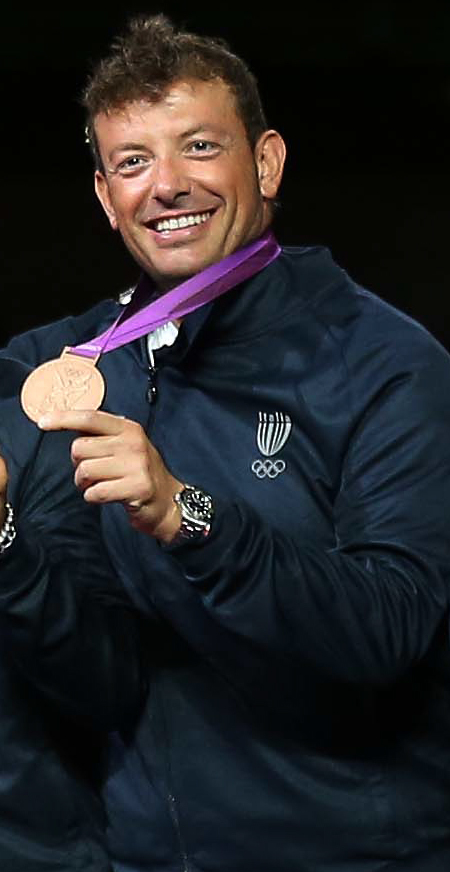
Luigi Tarantino

Luigi Tarantino (* 10. November 1972 in Neapel) ist ein italienischer Säbelfechter und zweifacher Weltmeister.

## Erfolge
Luigi Tarantino gewann 1992 bei den Europameisterschaften in Lissabon Bronze mit der Säbel-Mannschaft,
1994 in Krakau ebenfalls.
1995 in Den Haag wurde er Mannschaftsweltmeister mit Raffaello Caserta, Tonhi Terenzi und Marco Marin und gewann Bronze im Einzel.
1996 errang er bei der Europameisterschaft in Limoges Bronze im Einzel, bei den Olympischen Spielen in Atlanta erreichte er Bronze mit der gleichen Mannschaft und im Einzel den elften Platz.
1997 gewann Tarantino bei den Weltmeisterschaften in Kapstadt Silber im Einzel hinter Stanislaw Posdnjakow.
1998 wurde er in La Chaux-de-Fonds Einzelweltmeister und errang bei der Europameisterschaft in Plowdiw sowohl Silber im Einzel als auch mit der Mannschaft.
1999 errang er bei der Europameisterschaft in Bolzano Silber im Einzel, Bronze mit der Mannschaft und gewann bei den Weltmeisterschaften in Seoul Bronze im Einzel.
2000 bei den Olympischen Spielen in Sydney belegte Tarantino mit der Mannschaft den achten Platz und im Einzel den 18. Platz.
2002 gewann Tarantino bei den Europameisterschaften in Moskau Silber mit der Mannschaft hinter dem Team aus Russland,
bei den Weltmeisterschaften in Lissabon ebenfalls und noch Bronze im Einzel.
2003 bei der Europameisterschaft in Bourges wieder Silber mit der Mannschaft hinter Russland und Bronze im Einzel.
Im Jahr 2004 bei den Olympischen Spielen in Athen erfochten Giampiero Pastore, Aldo Montano und Luigi Tarantino Silber mit der Mannschaft, zwar vor dem russischen Team aber besiegt durch die französische Equipe. Tarantino belegte im Einzel den neunten Platz.
2005 gewann Tarantino bei den Weltmeisterschaften in Leipzig Silber mit der Mannschaft,
2007 wurde es bei den Weltmeisterschaften in St. Petersburg mit der Mannschaft Bronze.
2008 bei den Olympischen Spielen in Peking erhielt Tarantino Bronze mit der Mannschaft und im Einzel den fünften Platz.
2009 gewann die Mannschaft aus Aldo Montano, Diego Occhiuzzi, Giampiero Pastore und ihm die Europameisterschaften in Plowdiw,
bei den Weltmeisterschaften in Antalya Silber mit der Mannschaft und Bronze im Einzel.
2010 gewann er mit Aldo Montano, Diego Occhiuzzi und Luigi Samele die Europameisterschaften in Leipzig,
bei den Weltmeisterschaften in Paris Silber mit der Mannschaft.
2011 gewann die Mannschaft aus Aldo Montano, Diego Occhiuzzi, Luigi Samele und Tarantino die Europameisterschaften in Sheffield.
Bei den Weltmeisterschaften in Catania gewann er Silber mit der Mannschaft und Bronze im Einzel.
Im Jahr 2012 bei den Olympischen Spielen in London erfocht Tarantino Bronze mit der Mannschaft und im Einzel den 20. Platz.